# Nicola Margiotta
Nicola Margiotta (Martina Franca, 13 dicembre 1889 – Martina Franca, 8 marzo 1976) è stato un arcivescovo cattolico italiano.

## Biografia
Nacque a Martina Franca, in provincia e arcidiocesi di Taranto, il 13 dicembre 1889.
Il 4 agosto 1912 ricevette l'ordinazione sacerdotale dall'arcivescovo di Taranto Giuseppe Cecchini.
Conseguì la laurea in diritto canonico e teologia.

### L'episcopato a Gallipoli

Sinodo convocato dal vescovo Margiotta nella cattedrale di Gallipoli.

Il 16 dicembre 1935 papa Pio XI lo nominò, all'età di 46 anni, 69º vescovo di Gallipoli. Il 3 maggio 1936 ricevette l'ordinazione episcopale dal cardinale Luigi Lavitrano, arcivescovo Palermo, co-consacranti Ferdinando Bernardi, arcivescovo di Taranto, e Cornelio Sebastiano Cuccarollo, arcivescovo di Otranto.
Migliorò l'organizzazione e le strutture diocesane. Svolse 3 visite pastorali nel 1936, 1939 e nel 1949. Indisse, nel 1942 un sinodo diocesano.
Nel 1946 papa Pio XII, dietro sua richiesta, elevò l'allora chiesa cattedrale di Sant'Agata al rango di basilica pontificia minore. Nello stesso anno organizzò anche un congresso eucaristico.
Nel 1948 promosse, assieme al vescovo di Ugento Giuseppe Ruotolo, una peregrinatio della statua della Vergine di Santa Maria de finibus terrae in tutte le parrocchie della sua diocesi.
Nel 1950 elevò la chiesa di Santa Maria della Lizza di Alezio al rango di santuario.
Dal 27 giugno 1937 al 17 agosto 1938 fu amministratore apostolico della diocesi di Nardò. Durante la sua amministrazione celebrò un congresso eucaristico, presso la basilica santuario della Madonna della Coltura di Parabita, e proclamò, il 14 maggio 1938, la chiesa dell'Addolorata di Matino, santuario mariano diocesano.

### L'episcopato a Brindisi
Il 25 settembre 1953 fu promosso arcivescovo di Brindisi nonché amministratore apostolico perpetuo di Ostuni.
Numerose le iniziative promosse, quali ad esempio:
- nel 1957 i restauri della cattedrale di Brindisi;[5]
- nel 1959 - 1960 le celebrazioni solenni in onore di san Lorenzo da Brindisi, promosse dalla provincia monastica dei frati cappuccini di Puglia, in occasione dei 400 anni dalla nascita del santo e della sua proclamazione, da parte di papa Giovanni XXIII, il 19 marzo 1959, a dottore della Chiesa;[6]
- nel 1961 la celebrazione del sinodo diocesano;
- dal 20 al 27 maggio 1962 la celebrazione del Congresso eucaristico interdiocesano, in ricorrenza del suo giubileo sacerdotale ed episcopale, concluso con la benedizione, il successivo giorno 28, della prima pietra della chiesa parrocchiale di San Vito Martire, situata a Brindisi, da parte del cardinale Paolo Giobbe, datario della Dataria apostolica;[7]
- il 27 novembre 1965 l'erezione canonica e la dedicazione del santuario di Santa Maria Madre della Chiesa, in contrada Jaddico, a Brindisi, nel luogo dove sarebbe avvenuta nel 1962/63 un'apparizione mariana;[8][9]
- il 27 settembre 1966 l'elevazione della chiesa dei Santi Medici Cosma e Damiano di Ostuni alla dignità di santuario diocesano.

Prese parte a tutte le sessioni del Concilio vaticano II.
Presentò le dimissioni dall'ufficio di arcivescovo, in conformità alle disposizioni § 21 del decreto conciliare Christus Dominus. Il 30 aprile 1967 papa Paolo VI decise che rimanesse nella sua titolarità di ordinario diocesano e dispose altresì la nomina di Orazio Semeraro, già suo vicario generale, ad arcivescovo coadiutore ed amministratore apostolico sede plena.
Il 24 maggio 1975, papa Paolo VI, a causa della rinuncia, per motivi di salute, dell'arcivescovo Orazio Semeraro, accolse le dimissioni dell'arcivescovo Margiotta e nominò il successore nella persona di Settimio Todisco, anch'egli già suo vicario generale.
Si spense, all'età di 86 anni, a Martina Franca presso la casa paterna, che decise venisse destinata alla formazione del clero; a perpetua memoria fu apposta una lapide. Le sue spoglie riposano nella basilica di San Martino, nella cappella dell'Addolorata.
Nel 2013, a Martina Franca, presso la basilica di San Martino è stato inaugurato, dall'arcivescovo Filippo Santoro, un archivio storico e della biblioteca della basilica intitolata al presule Margiotta. Anche la Fondazione Nuove Proposte, di Martina Franca, sempre nel 2013, ha istituito un premio per gli studi religiosi intitolato a Nicola Margiotta ed Enrico Nicodemo.

## Genealogia episcopale
La genealogia episcopale è:
- Cardinale Scipione Rebiba
- Cardinale Giulio Antonio Santori
- Cardinale Girolamo Bernerio, O.P.
- Arcivescovo Galeazzo Sanvitale
- Cardinale Ludovico Ludovisi
- Cardinale Luigi Caetani
- Cardinale Ulderico Carpegna
- Cardinale Paluzzo Paluzzi Altieri degli Albertoni
- Papa Benedetto XIII
- Papa Benedetto XIV
- Cardinale Enrico Enriquez
- Arcivescovo Manuel Quintano Bonifaz
- Cardinale Buenaventura Córdoba Espinosa de la Cerda
- Cardinale Giuseppe Maria Doria Pamphilj
- Papa Pio VIII
- Papa Pio IX
- Cardinale Alessandro Franchi
- Cardinale Giovanni Simeoni
- Cardinale Antonio Agliardi
- Cardinale Basilio Pompilj
- Cardinale Luigi Lavitrano
- Arcivescovo Nicola Margiotta